# Agdangan
Agdangan (Bayan ng Agdangan) är en kommun i Filippinerna. Kommunen ligger på ön Luzon och tillhör provinsen Quezon. Folkmängden uppgår till 9 946 invånare.
Agdangan delas in i 12 barangayer.

### Webbkällor
- Quick Tables: List of Municipalities
- Population and Housing